# Zwart bloed
Zwart bloed is een Belgische stripreeks die begonnen is in 1996 met Stephen Desberg als schrijver en Bernard Vrancken als tekenaar.

## Verhaal
Het verhaal beschrijft de groei en ondergang van de vriendschap tussen Marc-Antoine, zoon van een plantage eigenaar in de Nieuwe Wereld en Tristan, zoon van een moeder van gemengde komaf. De zus van Marc-Antoine, Madeleine, koestert warme gevoelens voor Tristan. Het verhaal ontwikkelt zich heftig in de vier verschenen delen. 

## Albums
Alle albums zijn geschreven door Stephen Desberg, getekend door Bernard Vrancken en uitgegeven door Le Lombard.
| Nummer | Titel                     | Jaar |
| ------ | ------------------------- | ---- |
| 1      | De geur van illusies      | 1996 |
| 2      | De weg van de haat        | 1997 |
| 3      | De vrije mannen           | 1997 |
| 4      | De schaduw van de meineed | 1998 |